# کراسکووشچزنا
کراسکووشچزنا (به لهستانی:  Kraskowszczyzna) یک روستا در لهستان است که در گمینا دوبیچه تسرکیونه واقع شده‌است.
 کراسکووشچزنا  ۲۰ نفر جمعیت دارد.